# Kunimund
Kunimund († 567) war ein König der Gepiden.

## Leben
Kunimund war ein Sohn des Gepidenkönigs Turisind, dem er um 560 auf den gepidischen Königsthron folgte. Die Gepiden siedelten zu dieser Zeit an der mittleren Donau, wo sie nach dem Zerfall des Attilareichs im 5. Jahrhundert unter Ardarich einen eigenen Herrschaftsraum errichtet hatten (siehe Völkerwanderung).
Seit Mitte der 540er Jahre hatten sich jedoch zwischen den Gepiden und den in der Nähe siedelnden Langobarden erhebliche Spannungen aufgebaut, die schließlich zu Kampfhandlungen geführt hatten. Noch Turisind hatte jedoch eine Einigung mit den Langobarden unter Audoin erreicht. Dieser starb etwa zur selben Zeit wie Turisind; Audoins Sohn und Nachfolger Alboin betrieb wieder eine expansive Politik gegenüber den Gepiden. Der im 8. Jahrhundert schreibende Paulus Diaconus berichtet davon, dass auch eine persönliche Feindschaft zwischen Kunimund und Alboin bestanden habe, zumal dieser einige Zeit zuvor Kunimunds Bruder im Kampf getötet hatte. Ein erster Angriff 565/66 scheiterte noch, da der oströmische Kaiser Justin II. zugunsten der Gepiden intervenierte. Nachdem diese jedoch nicht die Festung Sirmium an Ostrom abtraten, entzog Justin den Gepiden seine Unterstützung. Alboin sicherte sich die Rückendeckung der Awaren zu, die erst kurz zuvor im Donauraum aufgetaucht waren und nun einen erheblichen Machtfaktor darstellten. Im Jahr 567 schließlich griff Alboin die Gepiden erneut an und diesmal kam ihnen niemand zu Hilfe. Sie erlitten eine vollständige Niederlage, Kunimund selbst wurde in der Schlacht getötet; aus seinem Schädel ließ Alboin angeblich einen Trinkbecher anfertigen. Die restlichen Gepiden gerieten unter langobardische bzw. awarische Herrschaft; einige Gepiden zogen es hingegen vor, in oströmische Dienste zu treten.
Kunimunds Tochter Rosamunde nahm Alboin sich zur Frau, wobei dieses Ereignis aber von Legendenbildung überwuchert ist. Nach einer anderen Quelle nämlich raubte Alboin Rosamunde, wodurch der Krieg überhaupt erst ausgelöst worden sei, doch ist diese Überlieferung nicht glaubwürdig. Rosamunde war aber später an der Rache an Alboin beteiligt.